# 조지아의 행정 구역
조지아의 행정 구역은 2개 자치 공화국(조지아어: ავტონომიური რესპუბლიკა, 압토노미우리 레스푸블리카)과 9개 주(조지아어: მხარე, 므카레), 1개 시(트빌리시)로 나뉜다.

## 행정 구역 목록
| 조지아의 행정구역 | 조지아의 행정구역            | 조지아의 행정구역 |
| ----------------- | ---------------------------- | ----------------- |
|                   |                              |                   |
| 설명              |                              |                   |
| 번호              | 행정 구역                    | 주도              |
| 1                 | 압하스 공화국                | 수후미            |
| 2                 | 사메그렐로제모스바네티주     | 주그디디          |
| 3                 | 구리아주                     | 오주르게티        |
| 4                 | 아자리야 공화국              | 바투미            |
| 5                 | 라차레치후미크베모스바네티주 | 암브롤라우리      |
| 6                 | 이메레티주                   | 쿠타이시          |
| 7                 | 삼츠헤자바헤티주             | 아할치헤          |
| 8                 | 시다카르틀리주               | 고리              |
| 9                 | 므츠헤타므티아네티주         | 므츠헤타          |
| 10                | 크베모카르틀리주             | 루스타비          |
| 11                | 카헤티주                     | 텔라비            |
| 12                | 트빌리시                     | 트빌리시          |